# Mendon (Nueva York)
Mendon es un pueblo ubicado en el condado de Monroe en el estado estadounidense de Nueva York. En el año 2000 tenía una población de 8,370 habitantes y una densidad poblacional de 81 personas por km².

## Geografía
Mendon se encuentra ubicado en las coordenadas 42°59′52″N 77°30′16″O / 42.99778, -77.50444.

## Demografía
Según la Oficina del Censo en 2000 los ingresos medios por hogar en la localidad eran de $76,369, y los ingresos medios por familia eran $87,827. Los hombres tenían unos ingresos medios de $59,750 frente a los $37,309 para las mujeres. La renta per cápita para la localidad era de $35,949. Alrededor del 3% de la población estaban por debajo del umbral de pobreza.